# Arvid Wallman
Arvid Håkan Herbert Carlsson Wallman, soprannominato Fågeln, (Göteborg, 3 febbraio 1901 – Västra Frölunda, 25 ottobre 1982), è stato un tuffatore svedese.
Ha rappresentato la Svezia ai Giochi olimpici di Anversa 1920, vincendo la medaglia d'oro nel concorso della piattaforma alta, e Parigi 1924, dove si è piazzato ottavo nella medesima specialità.
Sua nipote Susanne Wetteskog è divenuta tuffatrice olimpica.

## Palmarès
- Giochi olimpici

Anversa 1920: oro nella piattaforma alta.